# Janum Veliyeva
Janum Veliyeva –en ruso, Ханум Велиева– (Krasnoyarsk, 10 de abril de 1999) es una deportista rusa que compite en lucha libre.
Ganó una medalla de bronce en el Campeonato Mundial de Lucha de 2021 y dos medallas en el Campeonato Europeo de Lucha, oro en 2020 y plata en 2021. Participó en los Juegos Olímpicos de Tokio 2020, ocupando el octavo lugar en la categoría de 68 kg.

## Palmarés internacional
| Campeonato Mundial | Campeonato Mundial | Campeonato Mundial | Campeonato Mundial |
| Año                | Lugar              | Medalla            | Categoría          |
| ------------------ | ------------------ | ------------------ | ------------------ |
| 2021               | Oslo (Noruega)     | Medalla de bronce  | 68 kg              |
| Campeonato Europeo |                    |                    |                    |
| Año                | Lugar              | Medalla            | Categoría          |
| 2020               | Roma (Italia)      | Medalla de oro     | 68 kg              |
| 2021               | Varsovia (Polonia) | Medalla de plata   | 68 kg              |